# Kardynałowie z nominacji Klemensa XIV
Papież Klemens XIV mianował 17 nowych kardynałów. 11 innych duchownych zostało wyniesionych do tej godności in pectore, jednak ich imion nigdy nie opublikowano.

## 18 grudnia 1769

### Nominacjain pectore, opublikowana 29 stycznia 1770
1. Paulo de Carvalho de Mendoça, wielki przeor kolegiaty w Guimarães, przewodniczący Rady Inkwizycji – kardynał prezbiter bez tytułu, zm. 17 stycznia 1770.

## 29 stycznia 1770

### Nominacjain pectore, opublikowana 10 września 1770
1. Mario Marefoschi Compagnoni, sekretarz Kongregacji Propaganda Fide – kardynał prezbiter S. Agostino (tytuł nadany 12 grudnia 1770), zm. 23 grudnia 1780

## 6 sierpnia 1770
1. João Cosme da Cunha CanReg, arcybiskup Evory, inkwizytor generalny Portugalii – kardynał prezbiter bez tytułu, zm. 31 stycznia 1783

## 10 września 1770
Kościoły tytularne zostały nadane 12 grudnia 1770.
1. Scipione Borghese, tytularny arcybiskup Teodozji, prefekt Domu Papieskiego – kardynał prezbiter S. Maria sopra Minerva, zm. 26 grudnia 1782
2. Giovanni Battista Rezzonico, prefekt Pałacu Apostolskiego, wielki przeor zakonu joannitów w Rzymie, bratanek Klemensa XIII – kardynał diakon S. Nicola in Carcere, zm. 21 lipca 1783

## 12 grudnia 1770

### Nominacjein pectore, opublikowane 15 marca 1773
1. Antonio Casali, wicekamerling i gubernator Rzymu – kardynał diakon S. Giorgio in Velabro (tytuł nadany 19 kwietnia 1773), następnie kardynał diakon S. Maria ad Martyres (17 lutego 1777), zm. 14 stycznia 1787
2. Pasquale Acquaviva d’Aragona, prezydent Urbino – kardynał diakon S. Maria in Aquiro (tytuł nadany 3 kwietnia 1775), następnie kardynał diakon S. Maria in Cosmedin (13 grudnia 1779), kardynał diakon S. Eustachio (27 września 1780), zm. 29 lutego 1788

## 17 czerwca 1771

### Nominacjein pectore, opublikowane 19 kwietnia 1773
1. Antonio Eugenio Visconti, tytularny arcybiskup Efezu, nuncjusz w Austrii – kardynał prezbiter S. Croce in Gerusalemme (tytuł nadany 3 kwietnia 1775), zm. 4 marca 1788
2. Bernardino Giraud, arcybiskup Ferrary, nuncjusz we Francji – kardynał prezbiter SS. Trinità al Monte Pincio (tytuł nadany 20 grudnia 1773), zm. 5 maja 1782

## 23 września 1771

### Nominacjain pectore, opublikowana 19 kwietnia 1773
1. Innocenzo Conti, tytularny arcybiskup Tyru, nuncjusz w Portugalii – kardynał prezbiter S. Silvestro in Capite (tytuł nadany 3 kwietnia 1775), następnie kardynał prezbiter S. Maria in Aracoeli (15 grudnia 1783), zm. 15 listopada 1785

## 16 grudnia  1771
1. Charles-Antoine de la Roche-Aymon, arcybiskup Reims–  kardynał prezbiter bez tytułu, zm. 27 października 1777

## 14 grudnia  1772
1. Leopold Ernst von Firmian, biskup Pasawy – kardynał prezbiter S. Pietro in  Montorio (tytuł nadany 19 kwietnia 1782), zm. 13 marca 1783

## 15 marca 1773
1. Gennaro Antonio de Simone, protonotariusz apostolski, audytor Jego Świątobliwości – kardynał prezbiter S. Bernardo alle Terme (tytuł nadany 19 kwietnia 1773), zm. 16 grudnia 1780

## 19 kwietnia 1773
Kościoły tytularne nadano 26 kwietnia 1773.
1. Francesco Carafa, tytularny arcybiskup Patras, sekretarz Kongregacji ds. Biskupów i Zakonników – kardynał prezbiter S. Clemente, następnie kardynał prezbiter S. Lorenzo in Lucina (15 września 1788), kardynał prezbiter S. Lorenzo in Damaso (3 sierpnia 1807), zm. 20 września 1818
2. Francesco Saverio de Zelada, tytularny arcybiskup Petry, sekretarz Kongregacji ds. Soboru Trydenckiego – kardynał prezbiter Ss. Silvestro e Martino, następnie kardynał prezbiter S. Prassede (17 czerwca 1793), zm. 19 grudnia 1801

## 26 kwietnia  1773
Kościoły tytularne nadano 10 maja 1773:
1. Giovanni Angelo Braschi, skarbnik Kamery Apostolskiej – kardynał prezbiter S. Onofrio, od 15 lutego 1775 papież Pius VI, zm. 29 sierpnia 1799
2. Francesco d’Elci, audytor Kamery Apostolskiej – kardynał diakon S. Angelo in Pescheria, zm. 4 kwietnia 1787

Na tym konsystorzu papież mianował jedenastu duchownych in pectore, ale ich imion nigdy nie opublikował.